# Piazza Giuseppe Di Vittorio
Piazza Giuseppe Di Vittorio (meglio conosciuta con il suo nome storico piazza Capodichino) è un'importante piazza di Napoli, situata tra i quartieri Secondigliano, San Pietro a Patierno e San Carlo all'Arena, e collega parte di Casoria e Casavatore.
Situata a nord del borbonico campo di Marte (oggi occupato dall'aeroporto di Capodichino), la piazza è la porta settentrionale di accesso alla città.
Qui ogni anno si svolge una rievocazione storica in costume d'epoca, con la quale si rappresenta l'attentato avvenuto nel 1856 al re Ferdinando II.

## Storia
La piazza nasce nel XIX secolo quando fu collegata, nel 1812, con la zona di Poggioreale e con via Foria tramite la nuova strada di Capodichino, costituita dalle attuali via Don Bosco, via nuova del Campo (cioè il campo di Marte) e viale comandante Umberto Maddalena. La nuova strada fu disegnata da Giuliano De Fazio.
Nel 1824 Ferdinando I (che da poco aveva cambiato il suo nome dall'originario Ferdinando IV e che sarebbe morto l'anno successivo) decretò ufficialmente la costruzione del cosiddetto muro finanziere, una cinta muraria lunga undici miglia atta a contrastare e debellare il contrabbando.
Il muro finanziere fu costruito da Stefano Gasse tra il 1826 e il 1830 e circondava la città passando da Posillipo al Vomero e a Miano, da Capodichino al ponte della Maddalena.
Proprio in piazza Di Vittorio sorge una delle quattro barriere principali, tutte sopravvissute alla demolizione: l'edificio mostra un ingresso adornato da quattro colonne ioniche e un piano superiore con due ali ai lati. Il complesso fu rimaneggiato e privato della parte retrostante negli anni a seguire.
Se Stefano Gasse progettò sia il muro che le barriere doganali, Giuliano De Fazio progettò al centro della piazza l'edificio della Rotonda, in stile neodorico e coperto da una cupola emisferica, destinato ad ospitare gli ufficiali della polizia e della finanza. L'edificio verrà abbattuto nel 1927 in occasione dei lavori di riposizionamento nella piazza delle rotaie delle Tranvie Provinciali.
Dopo il 1848 la piazza fu adornata con otto obelischi in piperno, così da accrescere il carattere monumentale della barriera daziaria, che era ritenuta la più importante per la vicinanza della strada che conduceva a Roma e a Caserta.
L'8 dicembre 1856 Ferdinando II, in visita all'esercito in rassegna al campo di Marte, scampò ad un attentato ordito dal soldato Agesilao Milano e profeticamente annunciatogli da frate Luigi di Sant'Antimo. Il re per lo scampato pericolo fece costruire in piazza una chiesa dedicata all'Immacolata Concezione.

## Descrizione
La piazza è a pianta irregolare sebbene abbia grosso modo l'aspetto di un ottagono.
Vi si immettono quattro fondamentali arterie cittadine: calata Capodichino, corso Secondigliano (un tempo corso Umberto I), viale Comandante Umberto Maddalena (anticamente via del Campo di Marte) e via Francesco De Pinedo (un tempo l'inizio dell'antica strada Sannitica) oltre che la via comunale vecchia di Miano.
Al centro della piazza è stato eretto un nono obelisco, più grande degli altri e di materiale diverso, in luogo della scomparsa Rotonda.
A sud-ovest sorge il già citato edificio del Dazio mentre la chiesa dell'Immacolata è situata a nord. A est il vecchio ingresso all'aeroporto.
Negli anni ottanta a sud della piazza viene costruito il viadotto dell'Asse Perimetrale di Melito, ma per un preesistente palazzo di calata Capodichino l'arteria si interrompe lasciando scollegato un tratto di viadotto che insiste nella parte meridionale della piazza. Solo nel 2008 in seguito all'esproprio e alla demolizione del palazzo si procede all'unione dei due tratti e nel 2011 la strada viene aperta al traffico. Il ponte risultante dal passaggio del viadotto realizzato, è decorato con numerose immagini di arte contemporanea realizzate dai ragazzi dell'Accademia di Belle Arti di Napoli.
Negli spazi sottostanti hanno da poco visto luce una serie di strutture ludiche per bambini e finanche un'area fitness all'aperto di ultima generazione.

## Trasporti
Piazza Di Vittorio per la sua posizione strategica è facilmente raggiungibile con i mezzi pubblici delle linee ANM.
È in costruzione la stazione Di Vittorio della linea 1 della metropolitana di Napoli.